# Isola Rossa (Francia)
Isola Rossa (in francese L'Île-Rousse /lilˈʁus/, in corso Lisula /ˈlizula/) è un comune francese di 3 201 abitanti situato nel dipartimento dell'Alta Corsica nella regione della Corsica.

## Origini del nome
Il nome è stato ispirato dal colore ocra dell'isoletta rocciosa usata come porto naturale ed era originariamente in italiano, allora la lingua ufficiale della Corsica; venne francesizzato nel 1848. Isola Rossa e San Fiorenzo sono gli unici due comuni del dipartimento il cui nome è stato tradotto in francese; tutti gli altri conservano il nome italiano.

## Storia

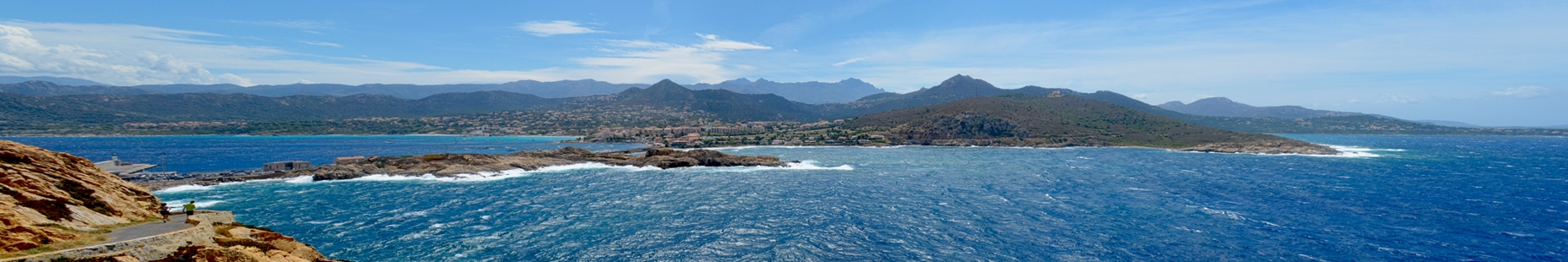
Vista panoramica

La fondazione di uno scalo portuale sul sito dell'odierna Isola Rossa fu pensata nel 1758 da Pasquale Paoli, che durante la guerra d'indipendenza da Genova voleva disporre di un porto autonomo da quello di Calvi e di Algajola, allora saldamente in mano nemica.
Il 10 dicembre 1765 il governo della Balagna attuò i piani di Paoli deliberò la fondazione del nuovo villaggio. Dopo la conquista francese della Corsica la località fu temporaneamente ribattezzata Vaux in onore del generale Noël Jourda, conte di Vaux, che aveva guidato il corpo di spedizione transalpino nell'isola.

## Monumenti e luoghi d'interesse
Sul lungomare sono presenti diverse spiagge di sabbia fine e chiara, perfette per un bagno.
In città sono presenti diversi monumenti degni di essere visitati:
- Torre dello Scalo
- Torre della Pietra
- Chiesa dell'Immacolata Concezione, in stile neoclassico, fu costruita nel 1892. Danneggiata da un incendio nel 1914, fu ricostruita nella prima metà degli anni trenta.
- Chiesa della Misericordia
- Mercato Coperto, in stile neoclassico, costruito tra il 1844 ed il 1846, è sorretto da ventuno colonne e coronato da un frontone.

## Infrastrutture e trasporti
A Isola Rossa è presente un porto per l'afflusso turistico e diportistico, con collegamenti verso:
- Nizza con Corsica Ferries - Sardinia Ferries
- Marsiglia con Corsica Linea
- Savona - Porto Vado con Corsica Ferries - Sardinia Ferries

La città è attraversata dalla linea a scartamento ridotto Ponte Leccia – Calvi della rete ferroviaria dell'isola. La stazione è capolinea di un servizio estivo turistico diretto a Calvi che serve le spiagge della costa.
La località è anche collegata con ottime strade.

## Società

### Evoluzione demografica
Abitanti censiti